# Močvarna borovnica
 Ovo je glavno značenje pojma Močvarna borovnica. Za druga značenja pogledajte Močvarna borovnica (razdvojba).
Močvarna borovnica (cretna borovnica, crnozrna borovnica, crna borovnica, mlajevka, lat. Vaccinium uliginosum) je biljka iz porodice Vaccinium. Raste po arktičkoj i sjevernoj Euroaziji, ali i Grenlandu i sjevernoj Americi. U sjevernim krajevima raste oko morske visine, dok u južnijim krajevima raspodjele raste na planinama do 3400 metara. U bliskom srodstvu je običnoj borovnici; također listopadna, žbunasta do 1 m, i bobice su jestive i crne s plavičastim pepeljkom - ali razlikuje se po tome što su grančice smeđe boje i meso bobica bijele boje. Latice su bijele ili blijedne rosne boje.

## Imena
U Slavoniji autohtoni naziv je "mlajevka," dok u Križevcima se kaže "kosa." U regiji postoji i naziv "kopišnica."

## Vanjske poveznice
- PFAF database Vaccinium uliginosum

|  | Wikivrste imaju podatke o taksonu Močvarna borovnica |